# Janez Kocjančič
Za politika s podobnim imenom glej Janez Kocijančič.
Janez Kocjančič - Galeb, slovenski partizan, politik in politični komisar, * 12. december 1905, Sostro, † ?.
V NOV in POS je vstopil 4. julija 1942. Kot pripadnik Tomšičeve brigade je bil eden izmed odposlancev, ki so se udeležili Zbora odposlancev slovenskega naroda v Kočevju.